# Shelby County (Iowa)
 For alternative betydninger, se Shelby County. (Se også artikler, som begynder med Shelby County)
Shelby County er et county i den amerikanske delstat Iowa. Det danske udvandrersamfund, der bl.a. består af byen Elk Horn, er beliggende i dette county.
41°40′53″N 95°18′46″V / 41.681388888889°N 95.312777777778°V